# 藤島泰輔
藤島 泰輔（ふじしま たいすけ、1933年（昭和8年）1月9日 - 1997年（平成9年）6月28日）は、日本の小説家、評論家、新聞記者。ポール・ボネ名義の著作も多数刊行。ジャニーズ事務所元名誉会長のメリー喜多川は内縁の妻で、のちに先妻・高浜朋子と離婚が成立し再婚。同事務所元社長の藤島ジュリー景子は娘。

## 来歴

### 生い立ち
日本銀行監事の藤島敏男・孝子夫妻の長男として東京府東京市に生まれる。生母・孝子の死後、継母・紀子（父・敏男の後妻）に育てられる。
初等科から大学まで学習院に学ぶ。皇太子明仁親王の学友の一人で、共にエリザベス・ヴァイニング（ヴァイニング夫人）の教育を受けている。ただ大学卒業後は疎遠であったという。
1955年（昭和30年）3月、学習院大学政経学部卒業。東京新聞社（現：中日新聞東京本社）に入社。社会部記者となる。

### 『孤獨の人』

『孤獨の人』はベストセラーとなり、1957年に津川雅彦主演で映画化された。

1956年（昭和31年）4月、学習院高等科時代の皇太子と「ご学友」たちを題材にした小説『孤獨の人』を出版。同作には「ご学友」たちのヴァイニング夫人への反発や知られざるエピソードなどが盛り込まれている。三島由紀夫が序文を寄せ、「うますぎて心配なほど」と評価している。同作は翌年に映画化され話題となった。
1958年（昭和33年）、独立前のケニアやウガンダを旅行。帰国後、同年8月に『アフリカ紀行』を出版。
1963年（昭和39年）、高浜虚子の孫の朋子と結婚。結婚当時は朋子と円満に暮らしていたがその後、当時スナックを営み店主を務めていたメリー喜多川と内縁関係となる。1966年（昭和41年）7月20日、内縁であったメリーとの間に長女・藤島ジュリー景子をもうけ、朋子と離婚が成立しメリーと入籍する。
その後東京新聞を退社し、作家専業となる。フランス・パリでの生活体験を元に「在日フランス人」ポール・ボネ名義で著した『不思議の国ニッポン』シリーズ、海外生活を題材にしたエッセイ・旅行記など多数の著作を発表。

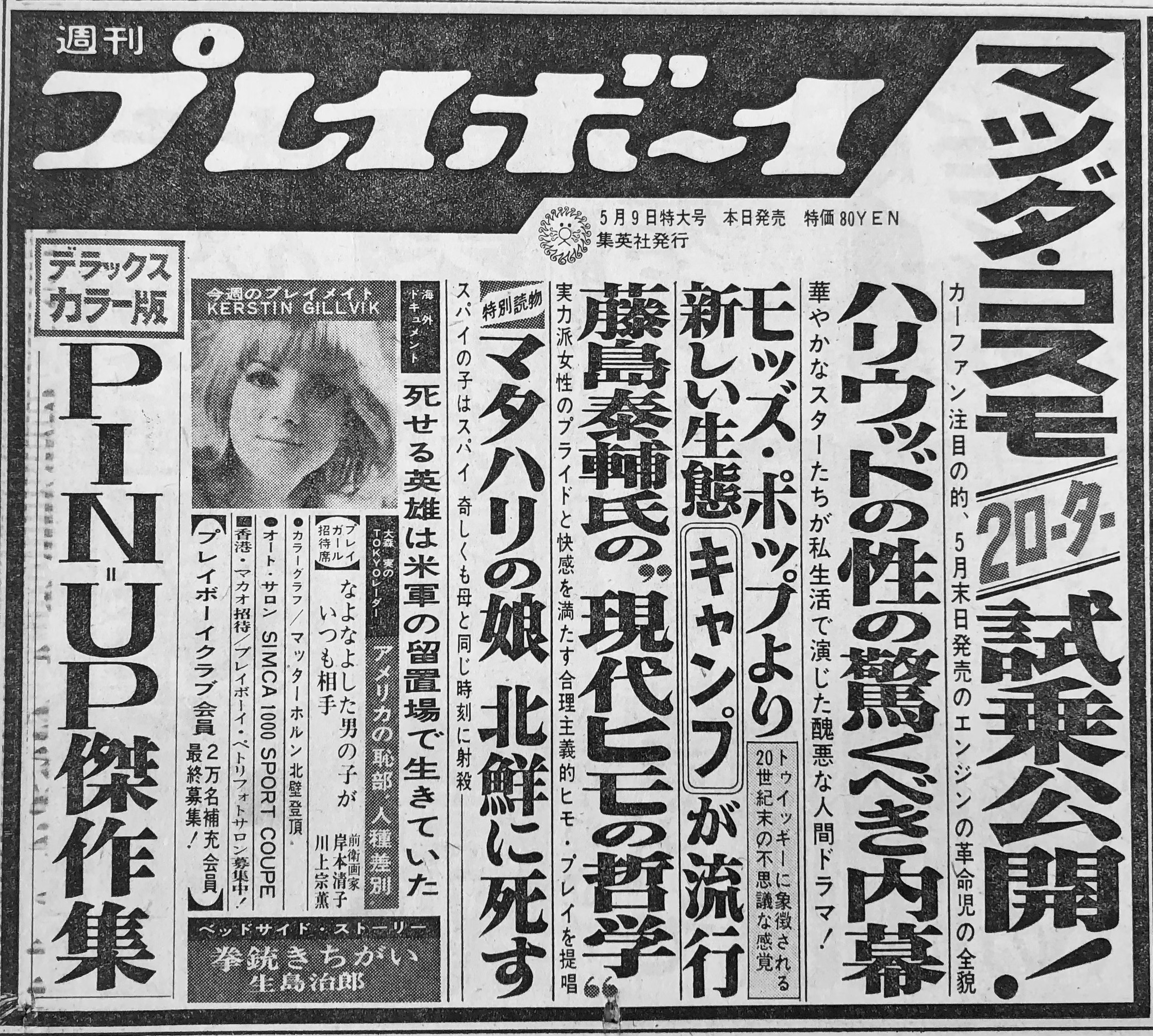
『週刊プレイボーイ』1967年5月9日号の新聞広告。女性関係は注目され、週刊誌でも取り上げられた。

1967年（昭和42年）、『週刊読売』に『忠誠登録』を連載。同連載は戦後日本で最初に日系アメリカ人の強制収容の歴史を伝え、社会問題化したものだと言われる。また社会評論家としても活動した。評論家としては大宅壮一の門下生である。右派・保守系の論陣を張り、『文藝春秋』や『諸君!』などに論考を寄稿。
1968年（昭和43年）、石原慎太郎が第8回参議院議員通常選挙に全国区から自由民主党公認で立候補した際、石原を全面的に支援し、代理の演説も引き受けた。石原はトップで初当選した。
1970年（昭和45年）にエベレスト・スキー隊総本部長としてヒマラヤ山脈遠征。
1971年（昭和46年）4月に行われた東京都知事選挙では、元警視総監の秦野章の推薦人に名を連ねた。
同年、内縁の妻・メリー及びメリーの子であるジュリーとともにアメリカ・フロリダ州に移住し、アメリカ生活を体験した。
1972年（昭和47年）、朋子と正式に離婚。その後メリーと入籍した。
1973年（昭和48年）、日本に帰国。月刊誌『浪曼』の編集に関わる。

### 日本ペンクラブ理事を辞任
1974年（昭和49年）4月、朴正熙の独裁政権に反対するデモを起こした大学生らのうち180人が拘束される「民青学連事件」が発生。『浪曼』8月号に藤島が行った岸信介のインタビュー記事が掲載される。藤島は、詩人の金芝河らによる朴政権批判は共産主義者の体制批判と同じものであるとして、「韓国政府が反共法というものをもって国の危機を救おうとしているのはあたりまえなんです」と主張。岸もこれに同意した。
同年7月16日までに、金芝河ら14人に死刑、15人に無期懲役、日本人の太刀川正樹と早川嘉春を含む26人に懲役15年から20年の刑が科せられた。7月17日、日本ペンクラブは国防部長官の徐鐘喆宛てに金芝河らの助命嘆願の電報を打った。7月21日、徐長官は金の死刑を無期懲役に減刑した。日本ペンクラブは自分たちの電報の効果があらわれたとして、朴大統領へのお礼と金芝河問題の調査とを目的に、藤島と白井浩司の両理事を7月27日に韓国へ派遣した。7月29日、藤島と白井はソウルで記者会見を開催。藤島は「来てみて、韓国政府当局は文化政策を大切にしていることがよくわかった」「金芝河氏は民青学連に政府転覆のためとして108万ウォンを渡したというのが主な罪だと聞いた」「金氏の逮捕は文学活動が理由とは見なせない」と述べた。そして白井は「芥川賞作家（注・柴田翔）が朝日新聞夕刊に金芝河事件を言論弾圧だと書いているが、この事件はそのようなものではないことが、よくわかった」と述べた。朴政権を擁護する発言は韓国人記者たちを驚かせ、記者の一人は「あなた方は、金は政治活動で逮捕されたと言うが、無期という刑であっても良いということか」と問いかけた。鶴見俊輔、金達寿、李進熙とともに30日正午にハンガー・ストライキを終えた針生一郎は「日本の憲法が侵されているのに、抵抗したこともない口先だけの人が、自分たちの嘆願で減刑になったなどと感謝している」と怒りをにじませた。
日本ペンクラブからは有吉佐和子が7月30日に最初に脱会の意思を表した。8月初めまでに司馬遼太郎、安岡章太郎、瀬戸内晴美、黒岩重吾、阿川弘之、立原正秋、小谷剛、寺山修司、瀬沼茂樹、水上勉、草野心平らが脱会、もしくは理事の辞意を表明するなどした。
同年8月26日、日本ペンクラブは緊急理事会を開き、藤島、白井両理事の辞表を受理した。

### 政治活動
1974年（昭和49年）5月29日、前回の衆院選で落選した旧東京4区の小峰柳多が死去。小峰が所属していた自民党派閥から話があり、小峰の地盤を継承。次期衆院選に立候補するため、選挙区内（渋谷区、中野区、杉並区）に事務所を開設した。菓子折りを持って地元の町内会や商店街を回ったときのことを藤島はのちに「この連中の品性下劣なこと、同じ東京に、これほど程度の悪い人種が棲息していたのか、なるほど東京は広いと感心した」と綴っている。心の中で「無知蒙昧の輩」「選挙民は箸にも棒にもかからぬ馬鹿ども」と毒づきながら約1年間活動を行うが、資金が枯渇したため出馬を断念した。
1975年（昭和50年）、自民党は京都市長選挙に向け、現職の舩橋求己に対抗する候補者を探すも擁立することができなかった。石原慎太郎が幹事長を務める党内政策集団の「青嵐会」が動き、独自に藤島を擁立することを決めた。宮崎正弘を仲介者としてアプローチするも、このとき藤島は2年後の参院選全国区出馬も視野に入れており、青嵐会の申し出を固辞した。自民党は結局舩橋を支持し、同年2月の選挙で舩橋は再選された。
1977年（昭和52年）、第11回参議院議員通常選挙に自由民主党公認で全国区に立候補。新日本宗教団体連合会関連諸団体の推薦を取り付けるなどして188387票を獲得。法定得票数に達したが66位で落選した。
1981年（昭和56年）、景子のアメリカ留学に同行し、再びアメリカで生活する。
1992年（平成4年）、天皇の中国訪問に反対する小田村四郎・大原康男・小堀桂一郎・中村粲らによる「ご訪中問題懇話会」が組織されると、谷沢永一・古山高麗雄らとともに賛同。訪中反対の意見広告に名を連ねる。
1996年（平成8年）、ガン（食道癌）告知を受け、1997年（平成9年）6月28日、都内の病院にて死去。64歳没。

## 人物

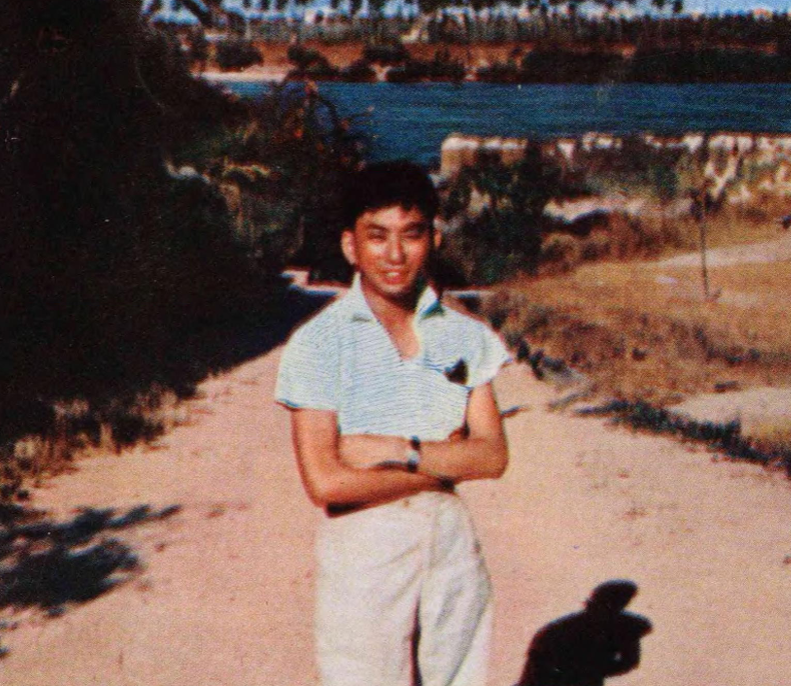
ケニアのモンバサの入り江に立つ藤島（1958年撮影）

藤島の勝負服

- 日本文藝家協会、日本ペンクラブ、日本放送作家協会、アメリカ学会などに所属した。
- 三島由紀夫とは学習院の先輩後輩で親しくしていた。三島からは「君は皇太子の友達なんだから直接意見してきたらどうか」と度々からかわれていたという。三島の自決後から間もない1970年12月11日に行われた「三島由紀夫氏追悼の夕べ」では代表発起人に名を連ね、司会も務めた[1]。
- 日本中央競馬会（JRA）に登録していた馬主としても知られた。勝負服の柄は青、黄一本輪、青袖、冠名は特に用いない。主な所有馬にランニングフリー（1986年福島記念、1988年天皇賞・春2着、1989年アメリカジョッキークラブカップ、日経賞）。
- たびたび海外を旅行し、訪問国数は80か国を超えた。
- 資産家としても知られ、通常は妻子とともに東京都港区六本木鳥居坂の高級マンションで暮らしていたが、アメリカ・フランスなどにも別宅を持っていた。長者番付の常連でもあった。
- 1983年6月に戸塚ヨットスクール事件が発覚し、戸塚宏がコーチと共に監禁・傷害致死の容疑で逮捕されると、『月刊カレント』に連載中のコラムで事件に言及。「私は戸塚宏さんという人には会ったことがない。会ったことはないが、えらい人だと思っている」「もう一度、戸塚ヨットスクールを復活させようではないか」と綴った[28]。

## 家族・親族
藤島家
後妻のメリー喜多川は1950年代から四谷三丁目の円通寺坂入口右手の角にあった「スポット」という名のカウンターバーを経営していた。その頃、バーの客であった藤島（当時東京新聞記者）と男女の関係になる。1972年（昭和47年）に藤島が正式に離婚したのち、結婚した。作家仲間の間ではおしどり夫婦として知られたという。
娘の景子は2004年（平成16年）に芸能界とは無関係の一般男性と結婚。男性は婿養子として藤島家に入った。景子は2004年（平成16年）暮れ、泰輔・メリー夫妻の孫となる女児を出産している。
藤島は草創期のジャニーズ事務所を経済的にバックアップし、マスコミ・政財界関係者など自身の知己も紹介、ジャニー社長の業界関係者への人脈拡大を手助けしたといわれる。
藤島昌平は父・敏男の弟。昌平の妻は三沢信一の三女。三沢の次女は下河辺牧場の創業者・下河辺孫一と結婚したため、下河辺は昌平の義兄にあたる。
義理の叔父山口利彦は山武ハネウェル（旧・山武商会、現・アズビル）の社長・会長を歴任した。利彦の妻が泰輔の父・敏男の妹・千代。山武商会創業者・山口武彦は利彦の父。
義理の従弟・福澤雄吉は福澤堅次・綾子夫妻の長男。雄吉の妻が山口利彦・千代夫妻の長女で泰輔の従妹。雄吉の父・堅次は福澤諭吉の孫で元三菱瓦斯化学取締役。雄吉の母・綾子は岩崎弥太郎の孫娘で岩崎久弥の三女。
- 祖父・範平（1871年 - ?、三重県人、旧姓・山内、帝国海事協会理事長[34]、工学博士[34]、横浜船渠社長[34]）
- 父・敏男[35]（1896年 - 1976年、日本銀行員で、熊本支店長、文書局長を経て、1947年、日本銀行監事、住所は東京都新宿区諏訪町[35]）
- 実母・孝子（1909年 - ?、東京、川原五郎の長女）[35]
- 継母・紀子（1911年 - ?、東京、関場保の妹）[35]
- 先妻・朋子（俳人高浜虚子の孫娘で俳人高浜年尾の三女、結婚後まもなくメリー喜多川と内縁関係になり[5][6]、1972年に朋子と正式に離婚[5][6]）
- 後妻・メリー泰子（メリー喜多川、ジャニーズ事務所名誉会長、1926年 - 2021年）
- 長女・ジュリー景子（ジャニーズ事務所元社長、ジェイ・ストーム代表取締役会長、1966年 - ）[5][6]

親戚
- 母方の祖父・川原五郎（日本鋼管顧問、横浜高等工業学校教授）
- 義弟・ジャニー喜多川（ジャニーズ事務所創業者）
- 叔父・藤島昌平（英文学者）
- 義理の叔父・山口利彦（山口武彦の二男）
- 義理の従弟・福澤雄吉（福沢諭吉と岩崎弥太郎の曾孫）

## 著書

### 単著
- 『孤獨の人』三笠書房、1956年。NDLJP:1355242。 - 1957年に日活で映画化。監督：西河克己。
  - 『孤獨の人』文春ネスコ、1989年2月。ISBN 4-89036-762-4。
  - 『孤獨の人』読売新聞社〈戦後ニッポンを読む〉、1997年3月。ISBN 4-643-97021-9。
  - 『孤獨の人』岩波書店〈岩波現代文庫〉、2012年5月。ISBN 978-4-00-602201-3。
- 『真紅の人』三笠書房、1957年。NDLJP:1356146。
- 『黒の魅惑』大日本雄弁会講談社〈ロマン・ブックス〉、1957年。
- 『アフリカ紀行』小山書店新社、1958年。NDLJP:3004756。
- 『アンコールの帝王 クメール文化の謎』展望社、1960年。NDLJP:2986075。
- 『ヘソまがり太平記』読売新聞社〈サラリーマン・ブックス〉、1964年。
- 『ヘソまがり太平記』 続、読売新聞社〈サラリーマン・ブックス〉、1965年。
- 『日本の上流社会 高貴なる秘境を探検する』光文社〈カッパ・ブックス〉、1965年。NDLJP:3032057。
- 『ヘソまがり太平記』 続々、読売新聞社〈サラリーマン・ブックス〉、1966年。
- 『ホラふき太平記』読売新聞社〈サラリーマン・ブックス〉、1966年。
- 『ヘソまがり太平記 決定版』読売新聞社、1966年。
- 『男の契約』秋田書店〈サンデー新書〉、1966年。
- 『忠誠登録』読売新聞社、1967年。NDLJP:1362807。
- 『心臓英語のすすめ』文藝春秋〈文春ビジネス〉、1969年。NDLJP:12161238。
- 『上流夫人 皇室をいろどった女性』サンケイ新聞社出版局、1969年。NDLJP:12207449。
- 『白い日本人』講談社、1969年。
- 『青い群島』報知新聞社、1969年。
- 『ピガールの恋人』集英社、1970年。
- 『上流社会 小説』講談社、1970年。
- 『青春の座標』PHP研究所〈PHP青春の本 6〉、1972年。
- 『よくも悪くも日本人』実業之日本社、1972年。
- 『天皇・青年・死 三島由紀夫をめぐって』日本教文社、1973年。
- 『もとのもくあみ』白馬出版、1973年。
- 『男性的旅行論』日本交通公社出版事業局、1975年。
- 『ハロー・アメリカ』国際商業出版、1976年。NDLJP:12181050。
- 『藤島泰輔大冒険 ロマンを求めてヒマラヤ・アメリカ』鷹書房、1977年5月。
- 『戦後とは何だ 日本の選択すべき道』マネジメント社、1981年6月。NDLJP:12238219。
- 『ヘソまがり親父に乾杯!』三天書房、1982年1月。
- 『中流からの脱出 新しいステータスを求めて』ダイヤモンド社、1986年3月。ISBN 4-478-79010-8。NDLJP:12125678。
- 『東京山の手の人々』サンケイ出版、1987年6月。ISBN 4-383-02631-1。
- 『クロス・カルチャーの時代 異文化交流を事業化する男・山内庸生』IN通信社、1987年9月。
- 『馬主の愉しみ ランニングフリーと私』草思社、1991年10月。ISBN 4-7942-0432-9。

### 共著・編著・共編著
- 「猛獣と草原の国を行く」- 大宅, 壮一、桑原, 武夫、阿川, 弘之 編『世界の旅 3』中央公論社、1962年。
- 「アンコール」- 大宅, 壮一、桑原, 武夫、阿川, 弘之 編『世界の旅 8』中央公論社、1962年。
- 石井好子と『結婚と家庭』雄鶏社〈幸福への対話 第4〉、1969年。
- 松下幸之助と『日々を新たに 対談』文藝春秋、1970年。
- 『日本人の失ったもの 対談集』日新報道、1975年。NDLJP:12241689。
- 依光隆・イラスト『忠誠登録』国土社〈国土社・ノンフィクション全集 11〉、1976年3月。
- 監修『実録・今上天皇　天皇裕仁と激動の昭和史』ゆまにて出版、1983年11月。

### 翻訳
- V・パッカード『ウルトラ・リッチ 超富豪たちの素顔・価値観・役割』ダイヤモンド社、1990年1月。ISBN 4478790213。
- ウィリアム・D・グランプ『名画の経済学 美術市場を支配する経済原理』ダイヤモンド社、1991年9月。ISBN 4478790248。

### ポール・ボネ名義
- 『不思議の国ニッポン』 シリーズ vol.1-22、ダイヤモンド社、1975年-1996年。
  - 『不思議の国ニッポン』 シリーズ vol.1-21、角川書店〈角川文庫〉、1982年-1996年。
- 『だから日本は叩かれる』角川書店〈Kadokawa books〉、1987年10月。
  - 『だから日本は叩かれる』角川書店〈角川文庫〉、1989年5月。ISBN 4-04-327515-3。
- 『沈まぬ太陽ニッポン 豊かさとの闘い』角川書店、1990年8月。ISBN 4-04-834009-3。
  - 『沈まぬ太陽ニッポン 豊かさとの闘い』角川書店〈角川文庫〉、1992年12月。ISBN 4-04-327519-6。